# 1972 في سوريا
فيما يلي قوائم الأحداث التي وقعت خلال عام 1972 في سوريا.

## أفلام
من الأفلام التي صدرت هذه السنة في سوريا:
- 1 يناير – الفهد من إخراج نبيل المالح.

## مواليد

### يناير
- 1 يناير – ثويبة كنفاني مهندسة سورية.
- 1 يناير – معصوم عبده محمد

### فبراير
- 2 فبراير – حسام السيد
- 6 فبراير – ياسر السباعي لاعب كرة قدم سوري.

### أغسطس
- 26 أغسطس – سمر كوكش

### ديسمبر
- 23 ديسمبر – آمال سعد الدين ممثلة سورية.
- 23 ديسمبر – أمل عرفة ممثلة ومغنية سورية.

## وفيات

### يناير
- 1 يناير – فوزي السلو (مواليد 1905) سياسي سوري.

### مارس
- 4 مارس – محمد عمران (مواليد 1922) سياسي سوري.